# Baria
La baria (símbolo: baria) es la unidad de presión del sistema cegesimal. 
Se define como la presión ejercida por una fuerza de una dina sobre una superficie de un centímetro cuadrado.

## Equivalencias
1 baria = 1 dyn/cm² = 10 -6 bar
1 baria = 0,1 Pa pascal
1 atm = 1 013 250 barias
1 Pa = 10 barias